# Dominique Gauchet
Pour les articles homonymes, voir Gauchet.
Dominique Mary Gauchet, né le 14 août 1857 à Vains dans la Manche et mort le 4 février 1931 dans cette même commune, est un officier de marine français. Amiral, il est nommé commandant des Forces alliées en Méditerranée en 1916, pendant la Première Guerre mondiale.

## Biographie
Il est fils de Jean-Baptiste Gauchet, marin pêcheur, et de son épouse Modeste Séraphine.
En 1874, il entre vingt-septième à l’École navale. Il en sort dans les premiers de sa promotion. Aspirant en 1877, il commence sa carrière sur le cuirassé Colbert en mer du Nord, puis en 1878 est affecté à sa demande à Terre-Neuve sur le Laplace.  En 1879, il est enseigne de vaisseau en mer de Chine et du Japon sur l'Armide. En 1880 il est sur le transport Nièvre à La Réunion. En 1882 il navigue sur le cuirassé Océan (en), en 1884 sur le cuirassé Richelieu.  Il est lieutenant de vaisseau au Sénégal en 1885. Breveté de l’École des torpilles en 1887, il prend le commandement du torpilleur 71. En 1890, il est second sur l'aviso Cuvier. En 1892, il est aide de camp de l'amiral Humann commandant de la division d'extrême-orient sur le cuirassé Triomphante. Il participe à la guerre franco-siamoise de 1893.  En 1894, il est commandant de la canonnière Le Lion et porte secours aux naufragés du transporteur de troupes chinois Kowsching coulé par les Japonais lors de la bataille de Pungdo en prélude à la guerre sino-japonaise de 1894-1895. En 1896, il est affecté à l'escadre de Méditerranée. Il navigue sur le cuirassé Amiral Duperré, puis sur le Brennus. En 1899-1900 il est second sur le croiseur Châteaurenault en essais à Toulon. En 1901, il commande l'aviso Cassini en mer du Nord. En 1903, il est second sur le cuirassé garde-côtes Jemmapes à Cherbourg puis sur le croiseur Friant (fi). En 1905, il commande le cuirassé Masséna. De 1908 à 1910, il commande le croiseur cuirassé Pothuau, bâtiment-école d'application du tir à la mer. Contre-amiral en 1910, il est commandant d'une division de la première escadre en 1911. Vice-amiral en 1914, il est directeur des travaux de la Marine de mai 1914 à septembre 1915.

## Première Guerre mondiale
Il prend le commandement de l'escadre des Dardanelles en 1915 lors du débarquement, puis commande la première escadre de ligne en mars 1916 et, en décembre, la guerre navale dans toute la Méditerranée en succédant à Dartige du Fournet ; il est un organisateur des convois pour contrer les attaques de sous-marins et organise le blocus de la flotte autrichienne depuis Corfou. En juin 1917, il dirige l'occupation du canal de Corinthe ; en mars 1918, il est responsable du blocus de la flotte russe et navigue en mer Égée. Il arbore son pavillon sur le cuirassé Provence jusqu'en mai 1919.

## Décorations
- Médaille militaire (19 janvier 1929)

(Nota : la médaille militaire se porte en avant la LH pour les officiers généraux ayant commandé au front, attention selon La Grande Chancellerie aucun texte officiel n'existe et il s'agit d'une simple habitude)
- Grand-croix de la Légion d'honneur  (1919) ; chevalier (1889), officier (1905), commandeur (1813), grand officier (1916).
- Ordre du Dragon impérial chinois (1894)

## Hommages
Le 7 juin 1931, il est inhumé dans la crypte de la cathédrale Saint-Louis des Invalides. Le 27 novembre 1957, un monument à sa mémoire est inauguré près de la mairie de Vains. Il a été réalisé d'après les plans de l'architecte André Cheftel par les artisans Prevosto et Lebel. À Avranches, le boulevard Amiral Gauchet relie la place de la Croix-des-Perrières à la place Patton. À Cherbourg, la rue Adam est renommée rue de l'Amiral-Gauchet.